# Limenitis irmina
Limenitis irmina är en fjärilsart som beskrevs av Doubleday 1848. Limenitis irmina ingår i släktet Limenitis och familjen praktfjärilar. Inga underarter finns listade i Catalogue of Life.